# Moravské Lieskové
Moravské Lieskové (ungarisch Morvamogyoród – bis 1902 Morvalieszkó, deutsch Mährisch-Liesko) ist eine Gemeinde im Okres Nové Mesto nad Váhom innerhalb des Trenčiansky kraj in der Slowakei.

## Geographie
Die Gemeinde liegt im weiteren Waagtal am Flüsschen Klanečnica. Während der Ort selbst noch am Gebirgsfuß der Weißen Karpaten liegt, befinden sich im Gebirge selbst mehrere Kleinsiedlungen (slow. kopanice), die ebenfalls im Gemeindegebiet liegen. Moravské Lieskové ist 7 km von Nové Mesto nad Váhom und 11 km vom tschechischen Strání entfernt und liegt an der Staatsstraße 54 zwischen Nové Mesto nad Váhom und Veselí nad Moravou.
Neben dem Hauptort Moravské Lieskové gliedert sich die Gemeinde in die Gemeindeteile Brezovec, Bučkovec und Šance (alle im Gebirge).

## Geschichte
Moravské Lieskové wurde zum ersten Mal 1398 als Lezkow erwähnt und gehörte zum Herrschaftsgut von Burg Beckov.

## Bevölkerung
| Jahr                | 1994 | 2004    | 2014    | 2024    |
| ------------------- | ---- | ------- | ------- | ------- |
| Anzahl der Personen | 2565 | 2484    | 2543    | 2540    |
| Unterschied         |      | −3,15 % | +2,37 % | −0,11 % |

| Jahr                | 2023 | 2024    |
| ------------------- | ---- | ------- |
| Anzahl der Personen | 2518 | 2540    |
| Unterschied         |      | +0,87 % |

## Persönlichkeiten
- Leopold Donath (1842–1876), Rabbiner und Autor